# Сыромятниково (Нижегородская область)
Сыромятниково — деревня в Спасском районе Нижегородской области. Относится к Высокоосельскому сельсовету. Деревня состоит из 1 улицы: Центральная. Почтовый индекс - 606292

## История
До революции в этой деревне жил купец Сыромятников, он и назвал деревню в честь себя (до этого она называлась Старые дворы).

## Население
| 2002 | 2010 |
| ---- | ---- |
| 4    | ↘0   |